# Nirex
Nirex (Nuclear Industry Radioactive Waste Executive) ist eine von der britischen Regierung im Jahr 1982 gegründete Organisation, die sich mit der Entsorgung und speziell der Endlagerung radioaktiver Abfälle in Großbritannien befassen soll. 1985 wurde Nirex als "United Kingdom Nirex" neu konstituiert. Im Juli 2003 kündigte die Regierung ein Reformpaket an, das u. a. die völlige Unabhängigkeit der Nirex von der Industrie vorsieht.
Anteilseigner von Nirex sind die Abfallproduzenten, d. h. British Energy, Magnox Electric, British Nuclear Fuels und AEA Technology. Die Finanzierung erfolgt durch die vier großen Abfallproduzenten und das Verteidigungsministerium (MOD). Hauptaufgabe der Nirex ist die Entwicklung eines tiefen geologischen Endlagers für schwach- und mittelradioaktive Abfälle. 
1991 hatte Nirex als Standortkandidaten für ein solches Endlager Sellafield benannt. Zur Erkundung der Geologie sollte ein unterirdisches Forschungslabor im Felsgestein errichtet werden. Im März 1997 teilte Nirex jedoch mit, dass das Felslabor nicht gebaut werde. Der Entscheidung vorausgegangen war die vom britischen Umweltminister geäußerte Ansicht, das Projekt werde wegen der unzulänglichen Planung und der Auswirkungen auf die landschaftliche Schönheit des Lake District nicht weiter verfolgt. Damit war auch das Endlager selbst nicht mehr zu realisieren.
Im Oktober 1999 kündigte die Regierung eine umfassende Beteiligung der Öffentlichkeit bei der Entwicklung einer Gesamtstrategie zur Beseitigung radioaktiver Abfälle an, die 2007 zu einer Entscheidung über die bevorzugten Endlageroptionen führen soll.